# 鹿苑寺

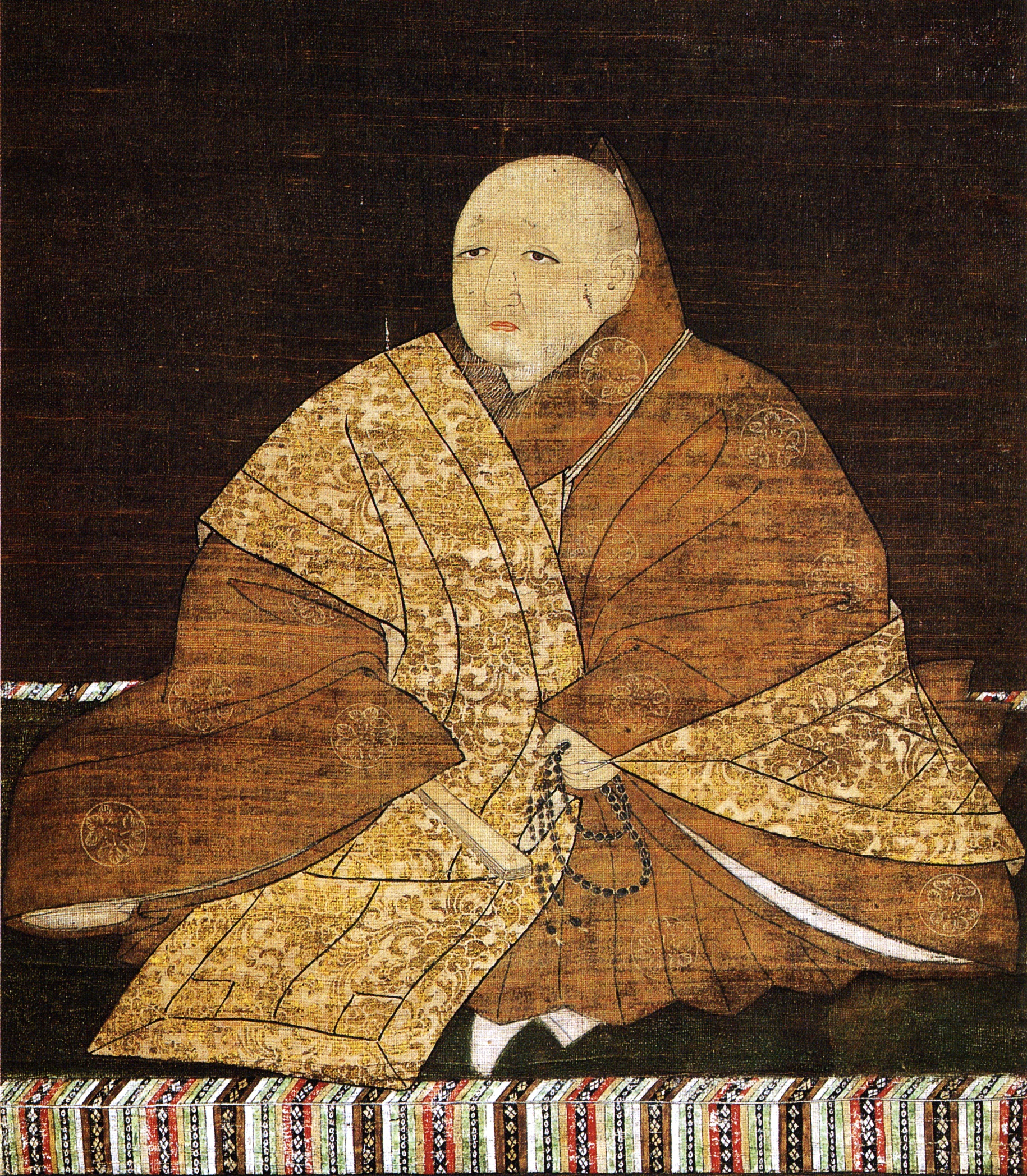
足利義満 - 室町時代の室町幕府第3代将軍。

鹿苑寺（ろくおんじ）は、日本の京都市北区金閣寺町にある臨済宗相国寺派の寺院である。大本山相国寺の境外塔頭で山号は北山（ほくざん）。本尊は聖観音。正式名称は北山鹿苑禅寺（ほくざんろくおんぜんじ）である。建物の内外に金箔が貼られている舎利殿「金閣」が特に有名なことから金閣寺（きんかくじ）という通称で呼ばれることも多い。
寺名は開基の室町幕府第3代将軍足利義満の法号「鹿苑院殿」にちなんでつけられた。寺紋は五七桐、義満の北山山荘をその死後に寺としたものである。舎利殿は室町時代前期の北山文化を代表する建築だったが、1950年（昭和25年）に放火により焼失し（金閣寺放火事件）、1955年（昭和30年）に再建された。
また1994年（平成6年）にはユネスコの世界遺産（文化遺産）「古都京都の文化財」の構成資産に登録された。

## 歴史
鹿苑寺の一帯は、鎌倉時代の元仁元年（1225年）に藤原公経が西園寺を建立し、併せて山荘を営んでいた場所である。またこれ以後も公経の子孫である西園寺家が代々領有を続けていた。西園寺家は代々朝廷と鎌倉幕府の連絡役である関東申次を務めていたが、幕府滅亡後に当主の西園寺公宗が後醍醐天皇暗殺を企てたことが発覚。公宗は処刑され、西園寺家の膨大な所領と資産は没収。西園寺は次第に修理されなくなっていった。
応永4年（1397年）、金閣寺の開祖である足利義満が河内国と交換に西園寺を譲り受け、改築と新築を行い（北山山荘）、当時は「北山殿」「北山第」などと呼ばれた。山荘の規模は御所にも匹敵し、政治中枢の全てが集約された。応永元年（1394年）に将軍職を子の義持に譲った義満だが、実権は手放さず北山殿にて政務を執っていた。
応永6年（1399年）には現在の金閣寺舎利殿が完成したと推定される。相国寺の七重大塔も同年に完成。高さ約109メートル、日本史上で最も高い仏塔とされる。
応永10年（1403年）、相国寺七重大塔が落雷により焼失すると、義満は当地に七重大塔（北山大塔）を再建。相国寺七重大塔と同程度の規模とされる。
応永15年（1408年）に義満が死亡すると、義持は北山第に住んでいた異母弟義嗣をその生母春日局の屋敷に移し、自らここに入ったが、翌年（1409年）には北山第の一部を破却して三条坊門第に移った。
応永23年（1416年）1月、七重大塔が落雷で再度焼失。義持は当地ではなく、相国寺に七重大塔を再建するよう命じた。
当時は義満の妻である北山院日野康子の御所となっていたが、応永26年（1419年）11月に日野康子が死亡すると、舎利殿以外の寝殿等は解体され、南禅寺や建仁寺に寄贈された。そして、応永27年（1420年）に北山第は義満の遺言により禅寺とされ、義満の法号「鹿苑院殿」から鹿苑寺と名付けられた。その際、夢窓疎石を勧請開山（名目上の開山）とした。
足利義満の孫・第8代将軍足利義政はたびたび鹿苑寺に参詣し、舎利殿にも上っていることが記録に残されている。『蔭涼軒日録』には、応仁の乱が終わって8年ほど経った文明17年（1485年）10月15日に義政が参詣した際の、義政と亀泉集証（『蔭涼軒日録』の筆者）のやりとりが記録されている。金閣は応仁の乱には焼け残ったが、当時の境内はまだ荒れており、庭の楓樹の大半が乱のさなかに伐られ、池の水量も減っていたことが義政と亀泉のやりとりから窺われる。義政の問いに対する亀泉の応答によると、二層に安置されていた観音像は応仁の乱で失われ、新しい像に替わっていた。また、三層には阿弥陀如来と二十五菩薩の像を安置していたが、像本体は失われ、像の背後にあった白雲だけが残っていた。
足利義政は、祖父の義満が建てた舎利殿に倣い、造営中の東山山荘（現・慈照寺）に観音殿（近世以降銀閣と通称される）を建てた。
応仁の乱では、西軍の陣となり建築物の多くが焼失したが、江戸時代に西笑承兌が中興し、以後主要な建物が再建され、舎利殿も慶安2年（1649年）に大修理された。明治維新後の廃仏毀釈により、寺領の多くが返上されて経済的基盤を失ったが、当時の十二世住職貫宗承一により1894年（明治27年）から庭園および金閣を一般に公開すると共に拝観料を徴収して寺収入を確保した。
舎利殿（金閣）は古社寺保存法に基づき1897年（明治30年）12月28日に「特別保護建造物」に指定され、1929年（昭和4年）7月1日の国宝保存法施行に伴い（旧）国宝に指定された。また、1904年（明治37年）から1906年（明治39年）に解体修理が行われた。庭園は史蹟名勝天然紀念物保存法（文化財保護法の前身の1つ）により1925年（大正14年）10月8日に史跡・名勝、文化財保護法により1956年（昭和31年）7月19日に特別史跡・特別名勝に指定されている。
1935年（昭和10年）には、満洲国の皇帝である愛新覚羅溥儀が、国賓として来日した際、鹿苑寺を訪れている。
1950年（昭和25年）7月2日未明、放火により国宝の舎利殿（金閣）と安置されていた仏像等を焼失する（金閣寺放火事件）。文部省文化財保護委員会と京都府教育委員会で協議が行われ、国宝指定の解除と金閣再建の援助が決定された。再建費用として、政府からの補助や全国各地からの寄付により約3000万円（当時）が集められ、1952年（昭和27年）着工、1955年（昭和30年）竣工。同年10月10日に落慶法要が営まれ、創建当時の姿に復元された。
1986年（昭和61年）から1987年（昭和62年）に金閣の「昭和大修復」が行われたほか、1997年（平成9年）に茶室「夕佳亭」の解体修理、2005年（平成17年）から2007年（平成19年）に方丈の解体修理も行われている。
1994年（平成6年）12月、当寺が構成要素のひとつとなったユネスコ世界遺産（文化遺産）「古都京都の文化財」が登録された。
2003年（平成15年）茶室「常足亭」 にチタン屋根を用い、最新技術を伝統建築に融合させた代表例となっている。

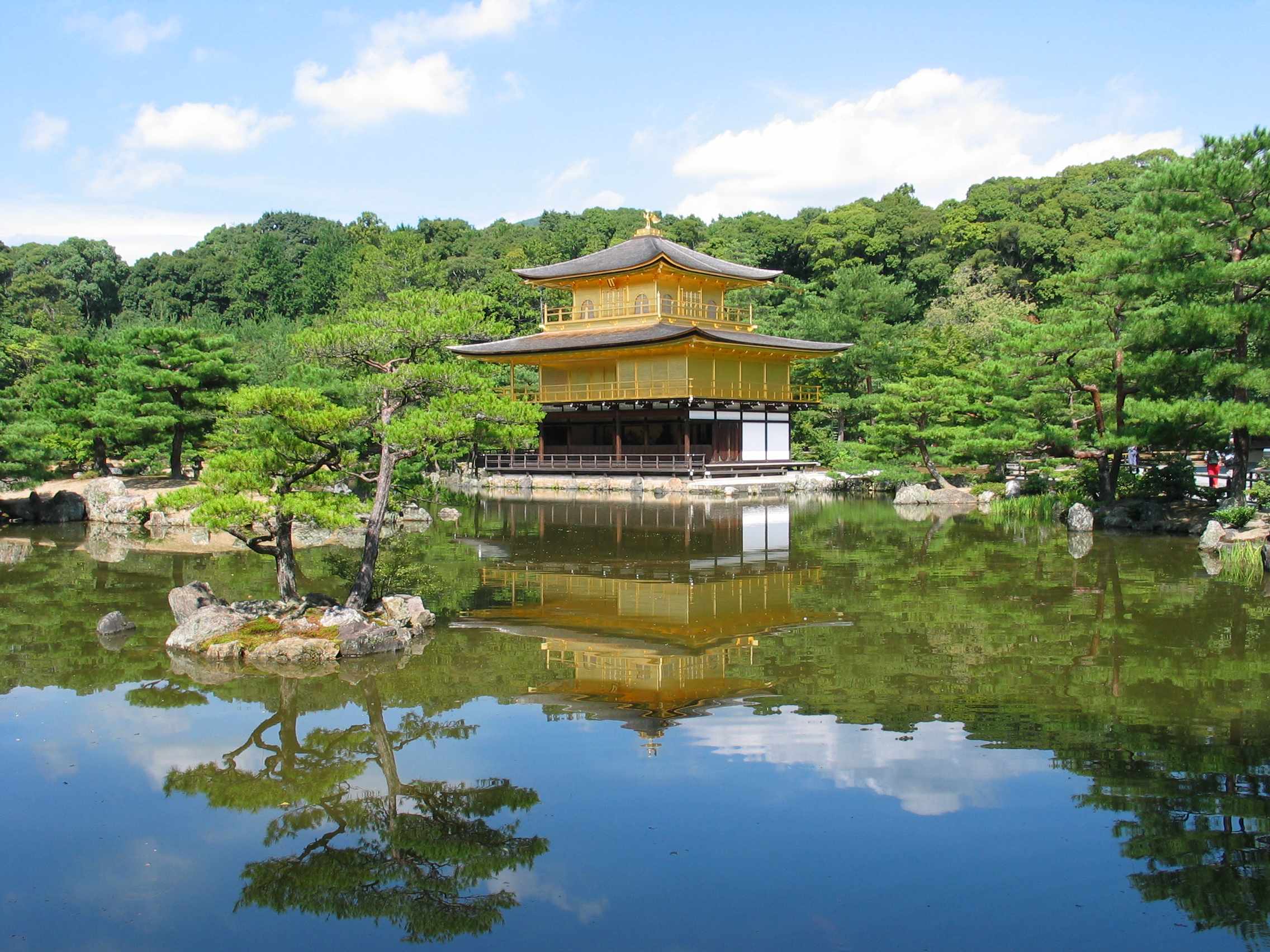
鏡湖池と金閣
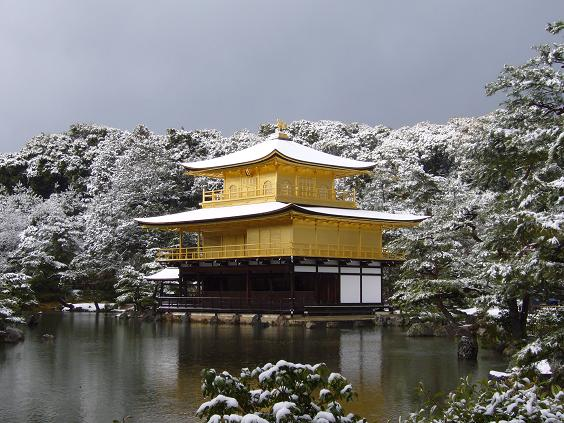
雪化粧した金閣
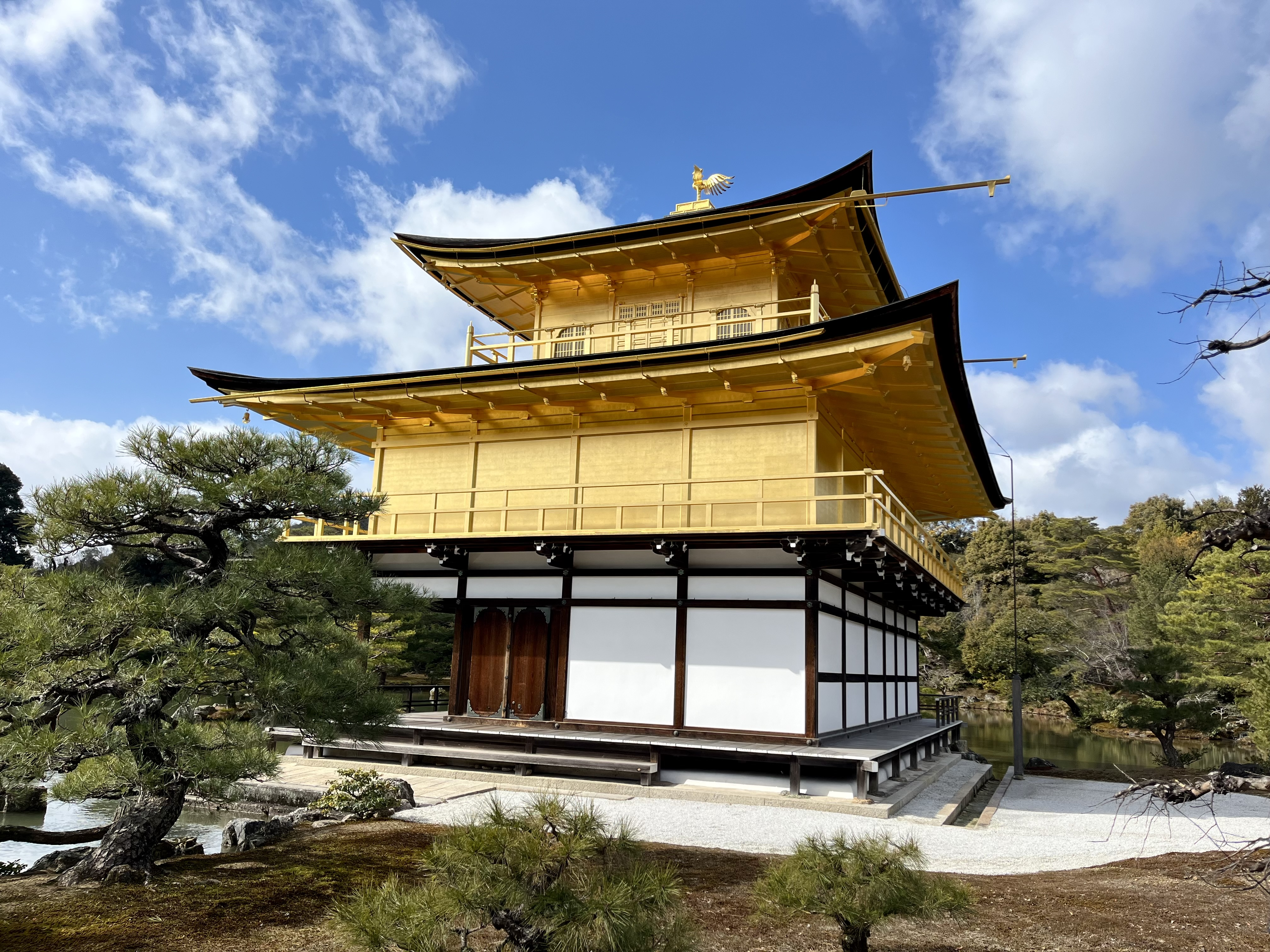
金閣（北東から）

## 舎利殿（金閣）

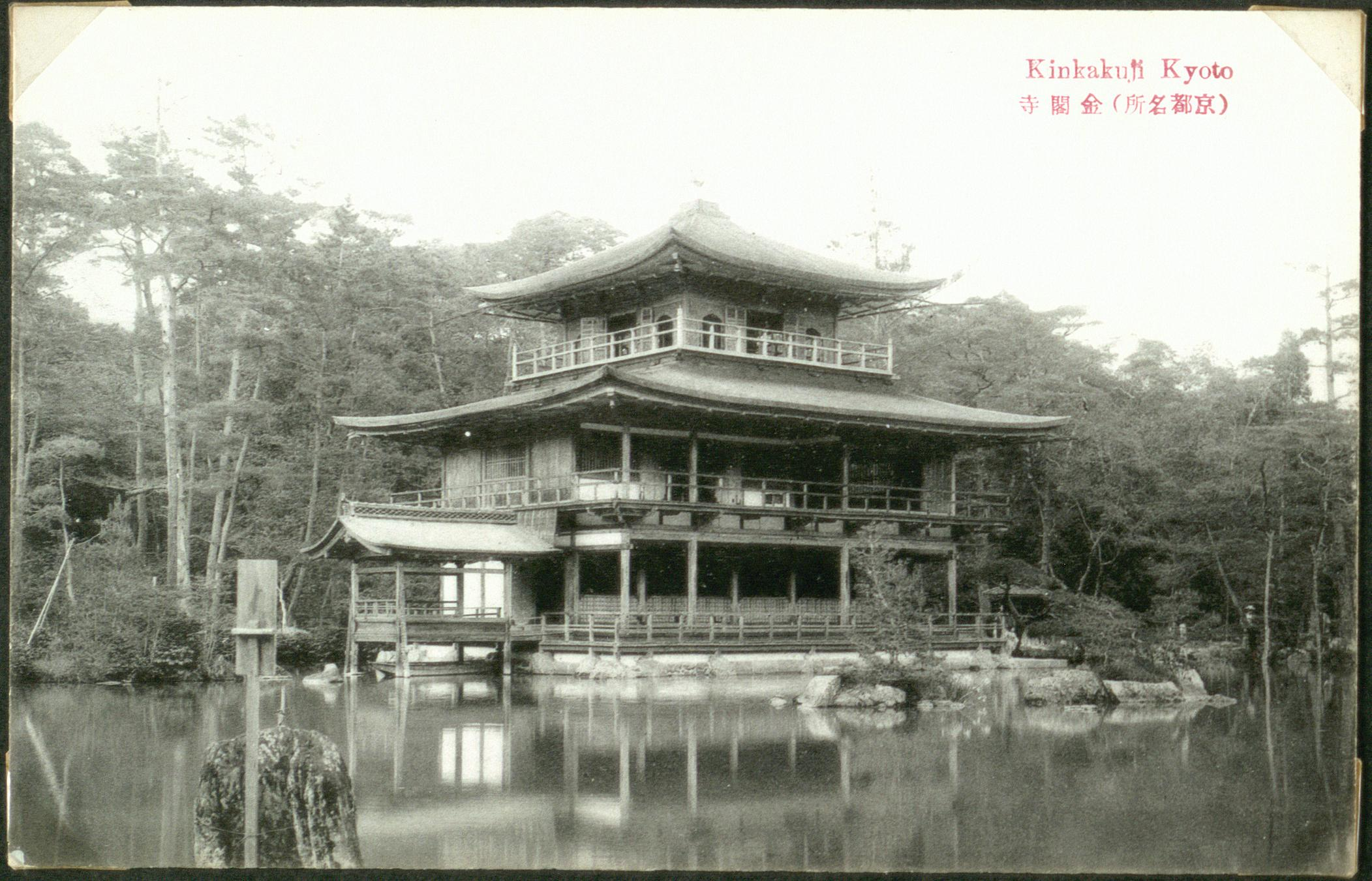
焼失前の金閣
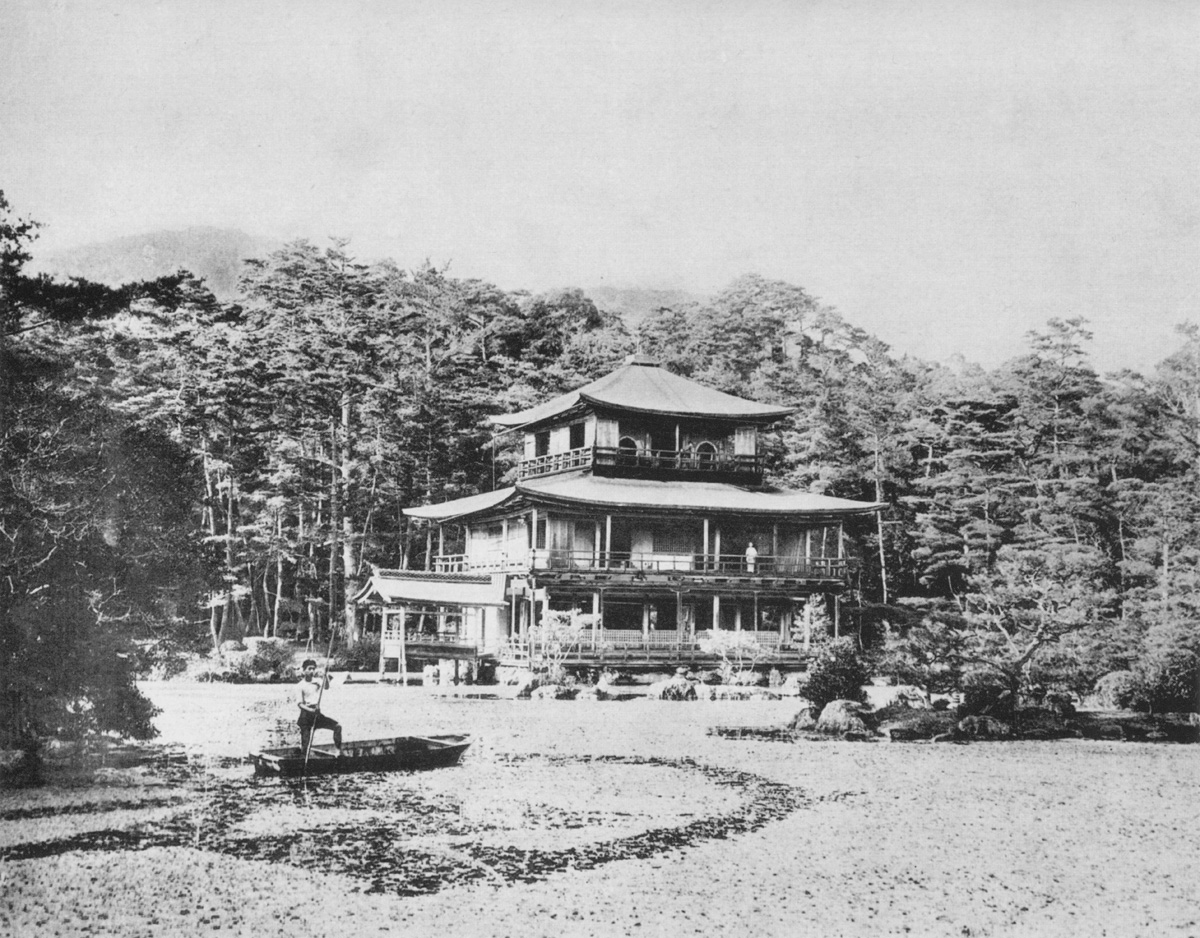
焼失前の金閣（1893年）
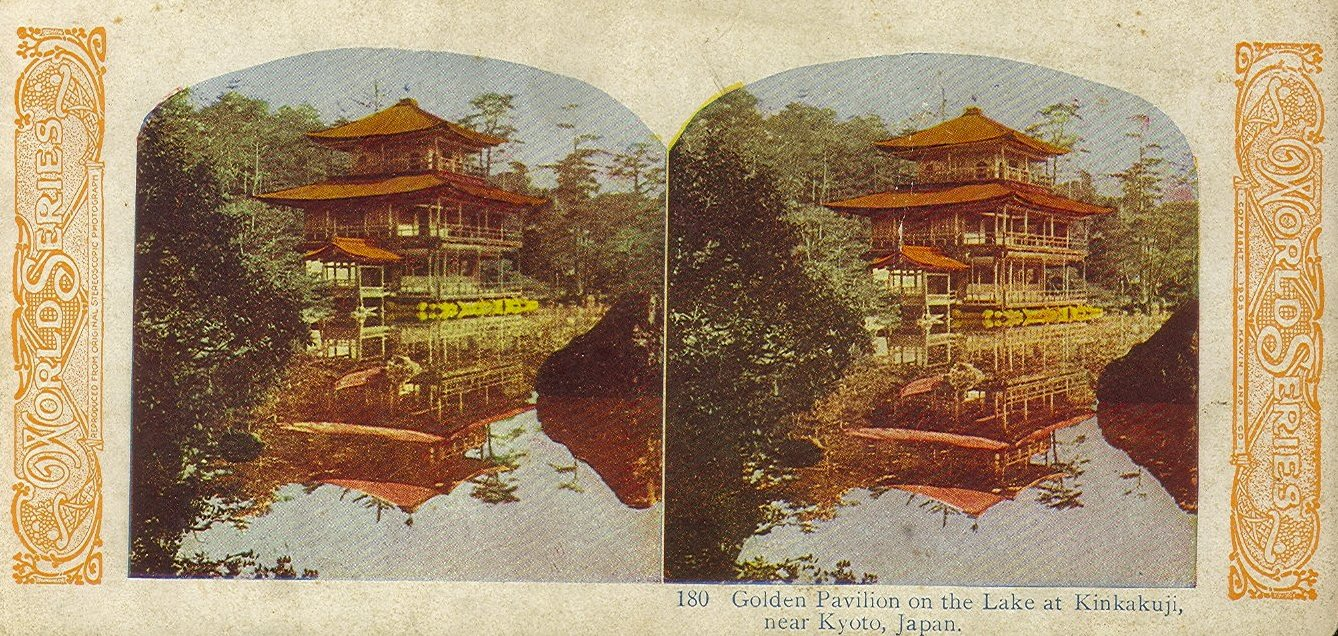
焼失前の金閣をデザインした絵葉書（1905年）
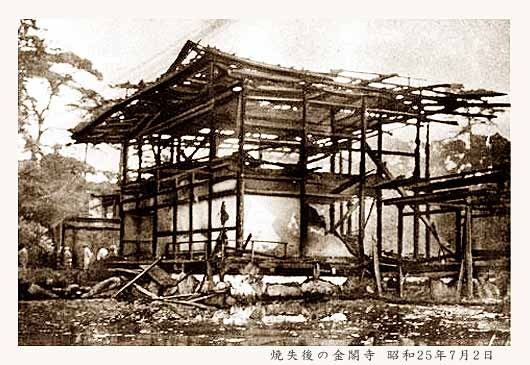
焼失直後の金閣（1950年7月2日）

### 建築形式と間取り
金閣は木造3階建ての楼閣建築で、鹿苑寺境内、鏡湖池（きょうこち）の畔に南面して建つ。屋根は宝形造、杮（こけら）葺きで、屋頂に銅製鳳凰を置く。3階建てであるが、初層と二層の間には屋根の出を作らないため、形式的には「二重三階」となる。初層は金箔を張らず素木仕上げとし、二層と三層の外面（高欄を含む）は全面金箔張りとする。三層は内部も全面金箔張りである（床面を除く）。初層と二層の平面は同形同大で、正面5間、側面4間とする（ここで言う「間」は、長さの単位ではなく、柱間の数を表す）。初層と二層は通し柱を用い、構造的にも一体化している。三層は一回り小さく、方3間である。
初層は「法水院」と称し、正面の一間通りを吹き放しの広縁とし、その奥は正面5間、側面3間の1室とする。正面の5間は等間ではなく、西から2間目（本尊を安置する位置）の柱間が他より広くなっている。この室の正面は5間とも住宅風の蔀戸とし、両側面（東・西面）はそれぞれ前寄り1間を板扉、後寄り2間を土壁とする。背面（北面）は5間とも土壁である。以上の土壁には腰貫を通す。うち、北面の腰貫は建物の外側から見えるが、東・西面の腰貫は室内側にしか現れない。
初層の西側には、池に張り出して、「漱清」と称する方1間、切妻造、吹き放しの小亭が付属する。初層室内は1室とするが、天井に設けられた仕切りによって、西側の間口3間の部分と東側の間口2間の部分とに、ゆるやかに区切られる。西寄り3間の部分は、奥に須弥壇を設け、壇上中央に宝冠釈迦如来坐像、向かって左に法体の足利義満坐像を安置する。床は板敷、天井は鏡天井とする。
二層は鎌倉時代の武家造りの建築様式で「潮音洞」とよばれ、四周に縁と高欄をめぐらし、外面と高欄を全面金箔張りとする。西側は正面の間口3間、奥行1間分を吹き放しの広縁とし、その奥に位置する方3間を仏間とする。東側は正面2間、側面4間の1室とし、仏間との間は遣戸で仕切られる。仏間正面は中央間が両開き板戸、両脇間は上部を格子窓、下部を腰壁とする。仏間内部は、須弥壇上に観音菩薩坐像（岩屋観音）を安置し、須弥壇周囲には四天王像が立つ。壁と床面は黒漆塗とし、天井には飛天像を描く。広縁は床を黒漆塗とし、天井には鳳凰を描く。東側の室は、正面側2間と広縁境を舞良戸とする。東室の内部には初層から三層をつなぐ階段があり、上り階段は三層の北側の縁に通じている。二層の東面と西面はすべて板壁とし、北面は西から2間目（須弥壇の背後）を板扉とするほかは板壁とする。
三層は唐様の禅宗仏殿造で「究竟頂」（くっきょうちょう）とよばれ、方3間の1室で、仏舎利を安置する。初層が蔀戸を用いた寝殿造風、二層が舞良戸、格子窓、長押を用いた和様仏堂風であるのに対し、三層は桟唐戸、花頭窓を用いた禅宗様仏堂風とする。高欄も二層のそれが和様であるのに対し、三層のそれは逆蓮柱を用いた禅宗様である。三層の柱間装置は東西南北とも同じで、中央間を桟唐戸、両脇間を花頭窓とする。三層は天井や壁を含め内外ともに金箔張りで、縁と内部の床面のみ黒漆塗とする。「究竟頂」の扁額は後小松天皇の宸筆である。

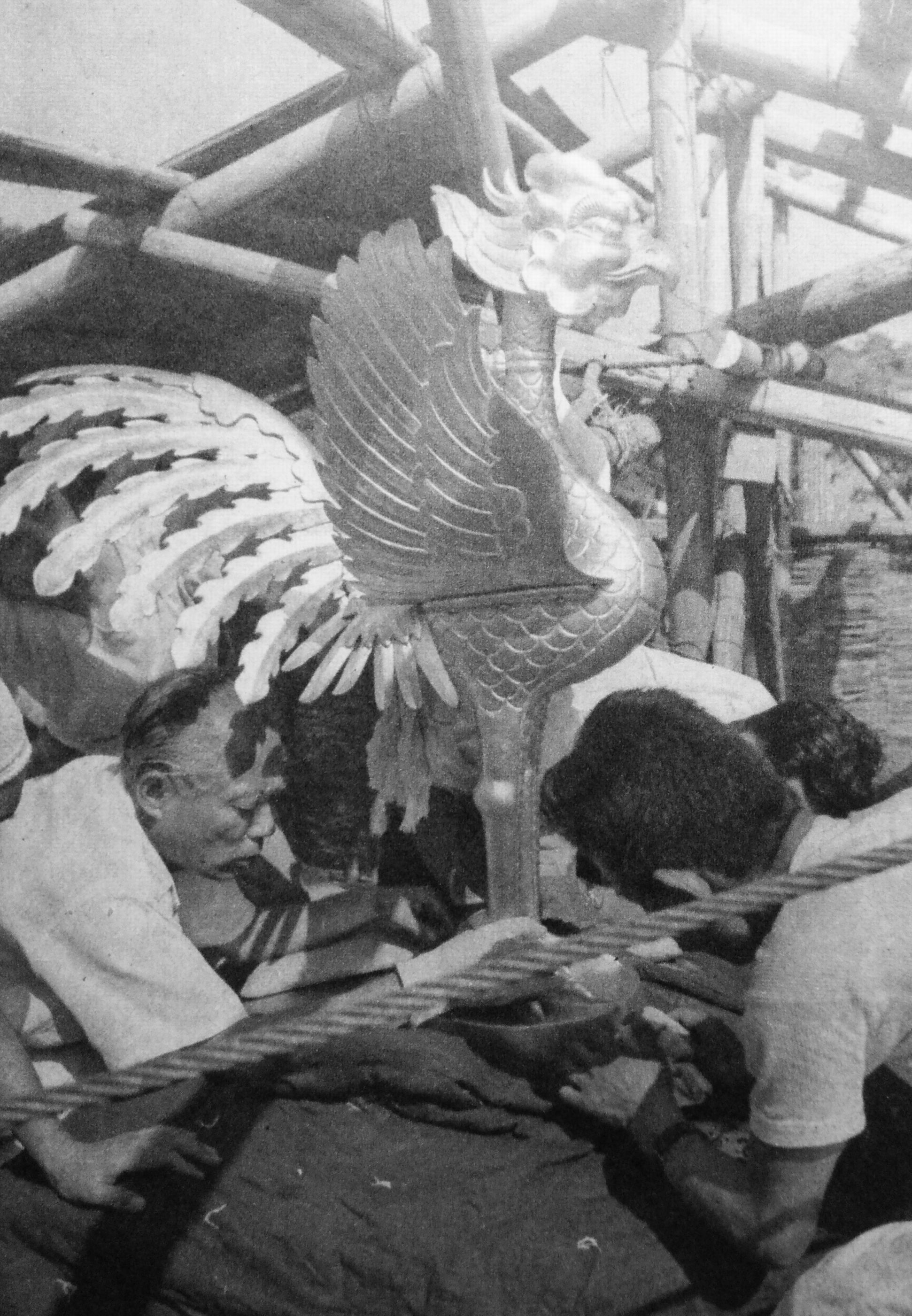
修繕の様子（1955年秋）
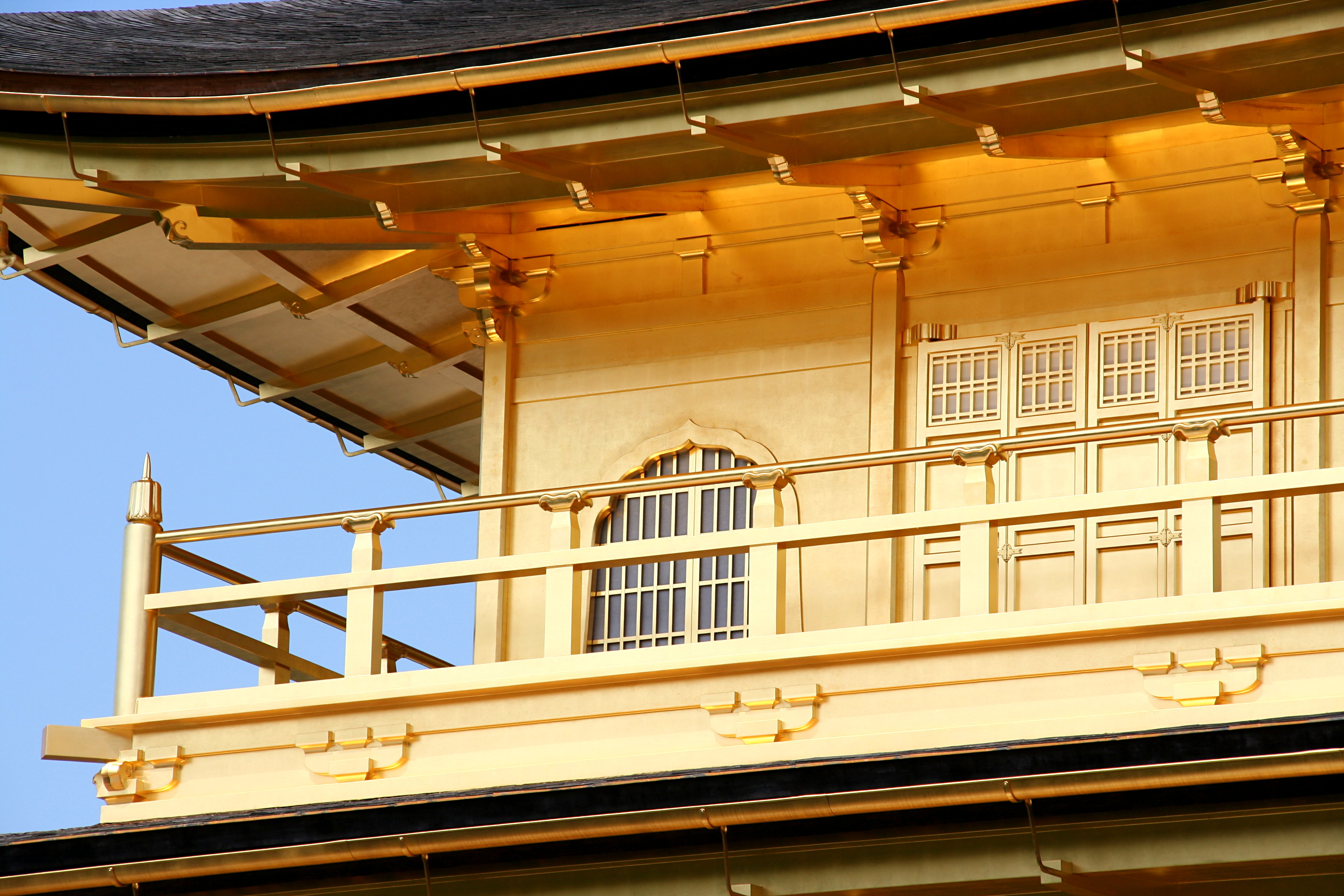
三層の桟唐戸、火灯窓、禅宗様高欄
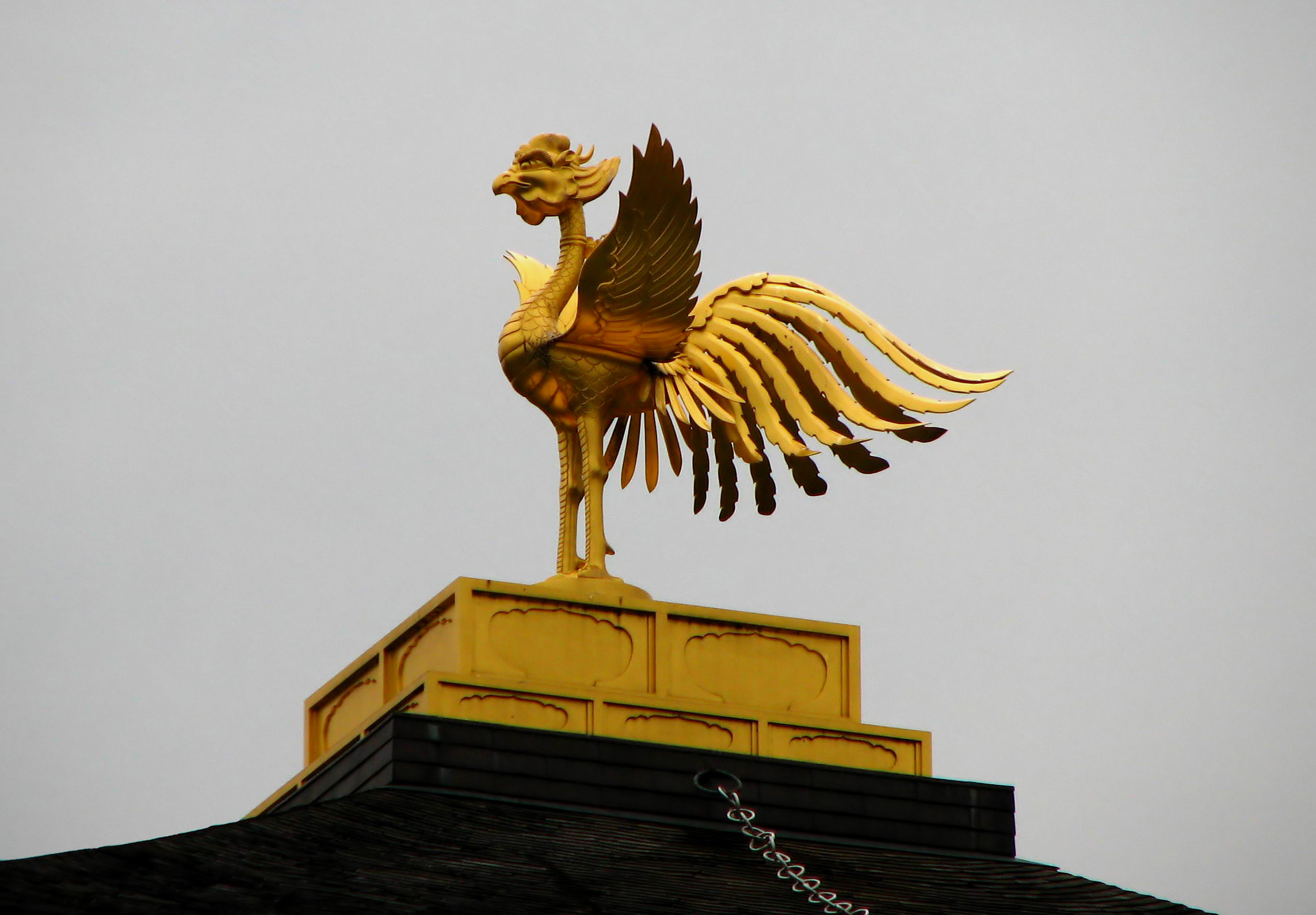
屋上の鳳凰像
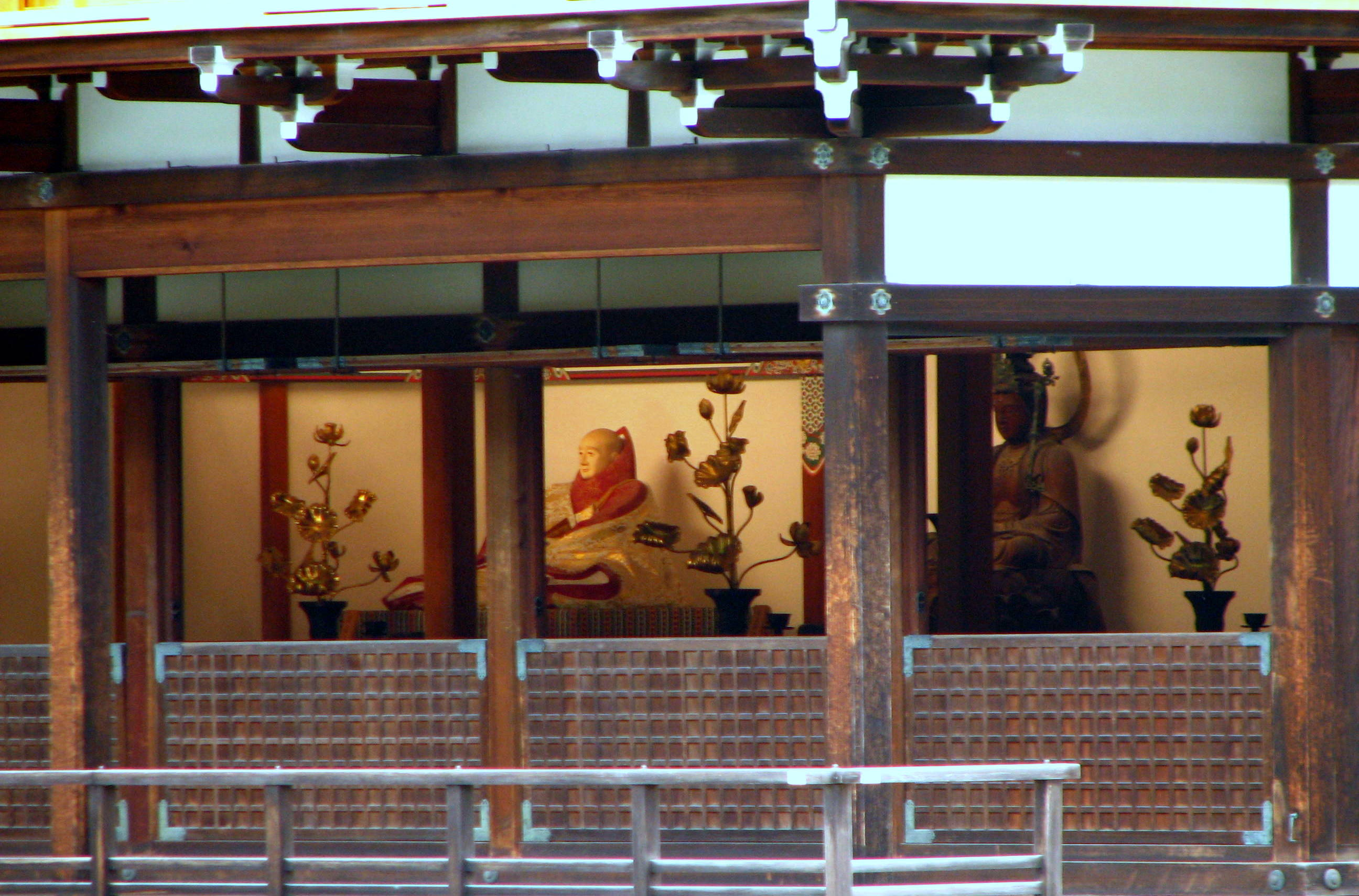
初層内部（宝冠釈迦如来像と足利義満像がみえる）

### 放火事件（昭和25年7月2日）からの再建
鹿苑寺金閣は国宝保存法により国宝に指定されていたが、1950年（昭和25年）7月2日未明、学僧・林承賢（当時21歳）の放火により炎上（金閣寺放火事件）。国宝金閣（舎利殿）は全焼、国宝足利義満坐像、伝運慶作の観世音菩薩像、春日仏師作の夢窓疎石像等10体の木像等も焼失した。林は寺の裏山で自殺を図ったものの一命を取り留めた一方、彼の実母は事件翌日に保津峡で投身自殺した。この事件は川端龍子の日本画『金閣炎上』、三島由紀夫の小説『金閣寺』、水上勉の小説『五番町夕霧楼』・『金閣炎上』の題材にもなっている。なお、頂上にあった鳳凰および「究竟頂」の額は火災以前に取り外されていたため、焼失を免れて現存し、このうち金銅鳳凰は1999年（平成11年）に京都市指定文化財に指定されている。なお、当事件にいち早く取材に駆け付けたのは、産経新聞京都支局の福田定一（後の作家・司馬遼太郎）記者である。
再建金閣は、消失後に故・村上慈海住職らの再建托鉢に始まり、やがて村田治郎らの指導で1952年（昭和27年）から再建に着手し、1955年（昭和30年）に落慶したものである。焼失前の金閣は1904年（明治37年）から1906年（明治39年）にかけて解体修理が行われていた。再建金閣は、この解体修理時に作成された図面をもとにして、焼失前の建物の構造・意匠を基本的に踏襲している。
焼失前の金閣は三層のみに金箔が残り、二層には全く金箔が残っていなかったが、再建金閣では三層のみならず二層の外面も全面金箔貼りとしている。これは、次のような根拠に基づくものであった。明治時代の金閣の解体修理の後、再使用されなかった二層の隅木（屋根の四隅に用いられる斜材）の部分が別途保存されており、花入れに加工されて別途保存されていた。1950年（昭和25年）の金閣炎上後は、この花入れ（旧二層隅木の一部）が唯一の焼け残った部材となり、この部材に金箔が押されていたことから、再建金閣では二層も金箔貼りとすることになった。建築史家の宮上茂隆は、もっとも風雨にさらされやすい部材である隅木のみに金箔が残っているのは不自然であるとし、二層には本来金箔は貼られていなかったとする。また、焼失前の金閣では二層の東面と西面の中央に連子窓が設けられていたが、再建金閣では二層の東・西面はすべて壁となっている。
現在の金閣は、前述のように1904年（明治37年）から1906年（明治39年）の解体修理の際に作成された旧建物の詳細な図面や写真・古文書・焼損材等の資料を基に、1952年（昭和27年）3月22日から3年を掛けて復元再建されたもので、1955年（昭和30年）10月10日に落慶法要が営まれた。その後、再建から10年あまりで金箔が剥落して下地の黒漆が見えるようになり、その漆も紫外線で劣化するようになったため、1986年（昭和61年）2月から翌1987年（昭和62年）10月まで1年8か月、総工費約7億4千万円（当時）を投じて「昭和大修復」が行われ、漆の塗り替えや金箔の貼り替え、天井画の復元等の修復工事が行われた。この修復工事に際し、金箔は通常（約0.1 µm）の5倍の厚さ（約0.45 - 0.55 µm）の「五倍箔」約20万枚（約20キログラム）、漆は国産の「浄法寺漆」約1.5トンが使用されている。
屋上の鳳凰像も一新されており、片岡宏幹の作品である。
最上層の天井板は「楠天井の一枚板」であったと伝えられるが、それは誤りであり、複数の板を用いた鏡天井であったという。一方で、「一枚板」は天井ではなく床板であるという説もある。例えば『雍州府志』巻五に見える鹿苑寺の説明には「斯床三間四面也。以板一枚為床」とある。なお、明治期、鹿苑寺が「一枚板の天井」を目玉として誘客していたことも知られている。

## 境内

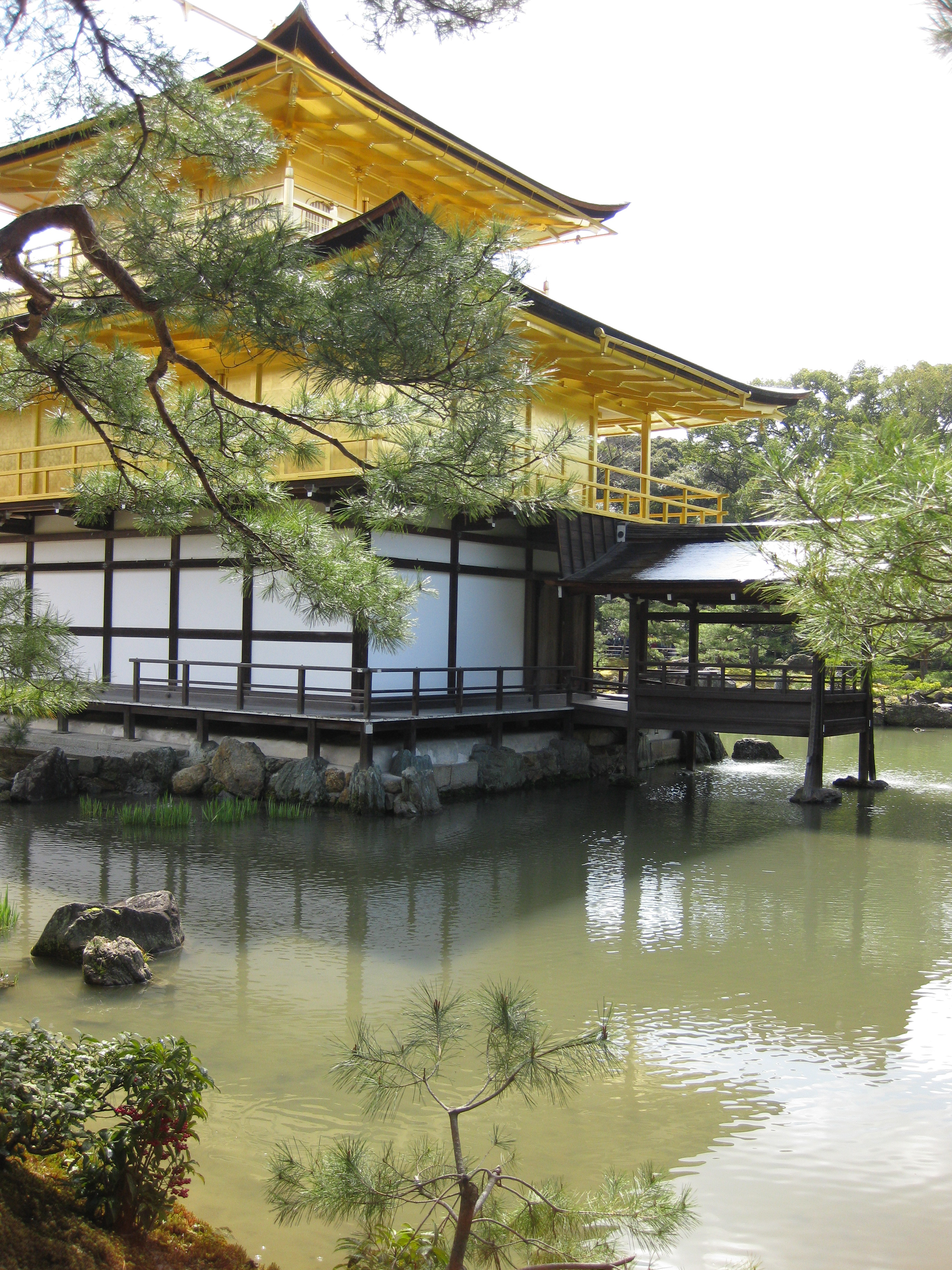
金閣（北西から、右手の小建物は「漱清」）

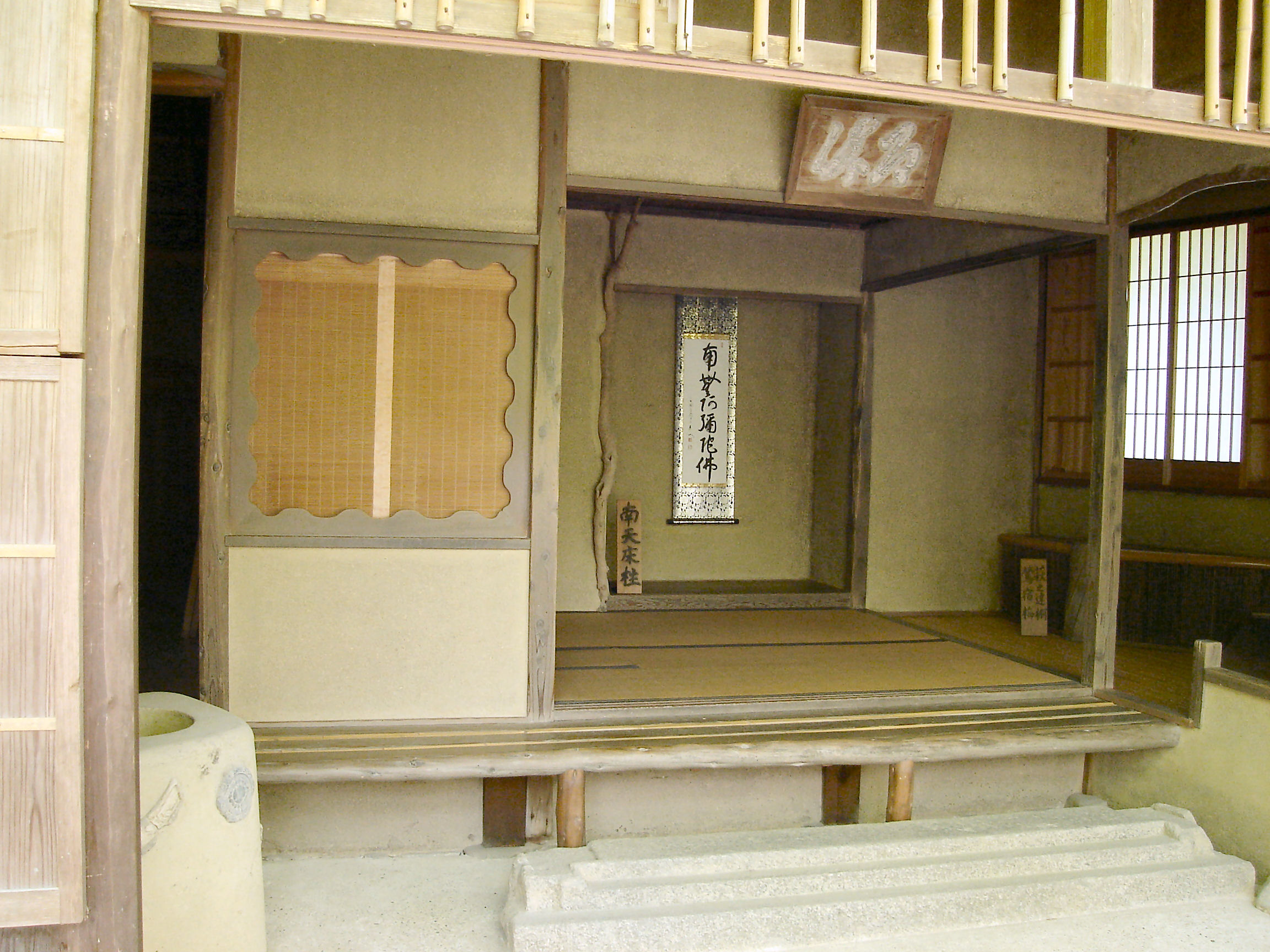
夕佳亭と南天床柱

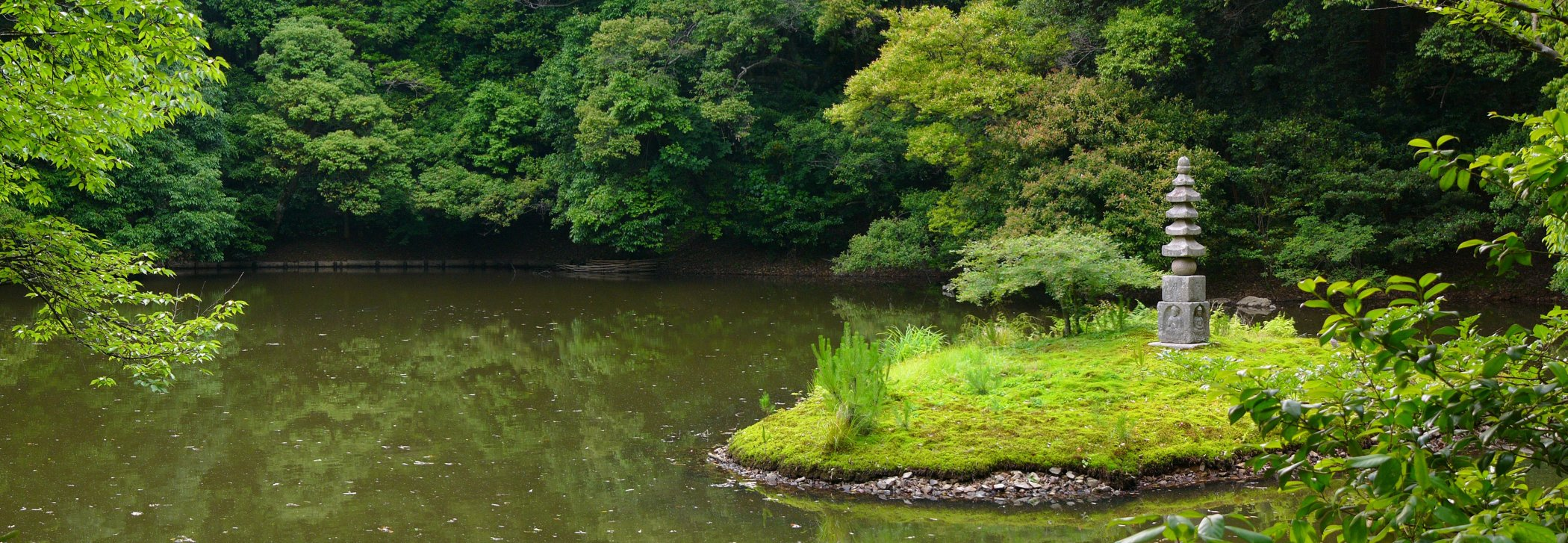
安民沢と白蛇の塚

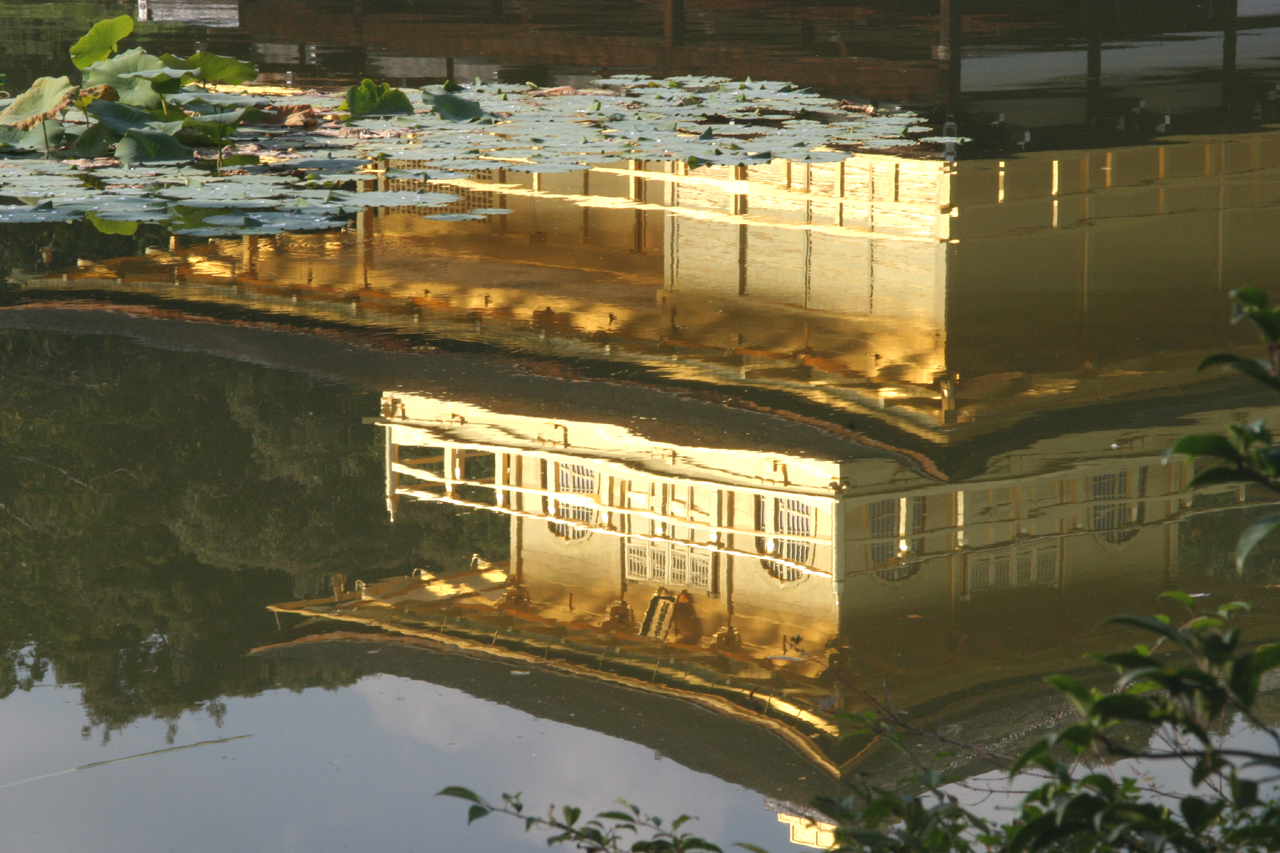
鏡湖池に映る「逆さ金閣」

- 方丈 - 本堂に相当。単層入母屋造で桟瓦葺。延宝6年（1678年）、後水尾天皇の寄進により再建された。2005年（平成17年）から解体修理が行われ、2007年（平成19年）に修復工事を終えた。
- 茶室「常足亭」
- 陸舟（りくしゅう）の松 - 方丈北側にある足利義満手植えと伝えられる松。京都三松の一つ。
- 大書院 - 江戸時代中期の貞享年間（1684年 - 1688年）の建築。伊藤若冲の障壁画（襖絵）で知られていたが、保存上の問題から承天閣美術館に移管され（下記文化財の項を参照）、現在は加藤東一によって「淡墨桜図」「大杉図」「日輪図」「月輪図」「鵜之図」「臥竜梅図」「千鳥図」「若竹図」等が描かれている。
- 庫裏 - 明応・文亀年間（1492年 - 1504年）建立。
- 唐門 - 方丈（客殿）の門にあたり、正面に唐破風がついている「向唐門」である。通常は閉め切られている。
- 舎利殿 金閣 - 舎利殿（金閣）の項を参照。
- 天鏡閣跡 - 『臥雲日件録』[注釈 1]に「舎利殿北、有天鏡閣」（舎利殿の北側に天鏡閣がある）と記されており金閣と「複道」で繋がっていた[35]。『教言卿記』には天鏡閣に15間の会所があったと記されている。外観や構造を詳細に記述した文献や絵図は残っておらず、電子調査を行ったが礎石などの遺構は確認できていない。
- 庭園（国の特別史跡・特別名勝） - 金閣を水面に映す鏡湖池を中心に一帯は池泉回遊式庭園となっている。鏡湖池には葦原島、鶴島、亀島などの島々のほか、畠山石、赤松石、細川石などの奇岩名石が数多く配されている。
- 榊雲（シンウン） - 祭神：春日明神
- 銀河泉（ぎんがせん） - 足利義満がお茶の水に使ったと伝えられる泉。
- 巌下水（がんかすい） - 足利義満が手洗いに用いたと伝えられる泉[36]。
- 安民沢 - 西園寺当時の遺跡でもある池。
- 白蛇の塚 - 西園寺家の鎮守とされる。
- 茶室「夕佳亭（せっかてい）」 - 金森宗和好みと伝えられる茶室。寄棟造茅葺、三畳敷の席に勝手と土間からなる主屋に、切妻造こけら葺で二畳敷の鳳棲楼と呼ばれる上段の間が連なっている。宗和が作ったものは明治初年に焼失したため、現在の建物は1874年（明治7年）に再建されたもの。1997年（平成9年）に解体修理を行っている。なお三畳敷の床柱は茶席としては珍しく南天の木が用いられており、殊によく知られている。
- 不動堂 - 天正年間（1573年 - 1593年）、宇喜多秀家による再建。金閣寺境内に現存する最も古い建物。本尊は空海（弘法大師）作の伝承を有する石不動明王。江戸時代から既に庶民信仰の対象であった。
- 吒枳尼天社
- 鐘楼 - 梵鐘は西園寺家に由来し、鎌倉時代に作られたとされるもの。
- 総門
- 七重大塔（北山大塔）跡

## 文化財

### 重要文化財
- 絹本著色足利義満像（応永十五年六月足利義持賛）・絹本著色足利義満像（義満の和歌三首あり）
- 絹本著色達磨図
- 大書院障壁画 - 伊藤若冲筆。宝暦九年の年記がある。 
  - 紙本墨画葡萄図（葡萄之間）（一之間）15面
  - 紙本墨画松鶴図（松鶴之間）（二之間）8面
  - 紙本墨画芭蕉図（芭蕉之間）（三之間）12面
  - 紙本墨画鶏及秋海棠図（四之間）11面
  - 紙本墨画竹図（狭屋之間）4面
- 木造不動明王立像（不動堂安置） - 西園寺護摩堂旧本尊。
- 子元祖元高峰顕日問答語
- 慈聖院并寿寧院遺誡

伊藤若冲の障壁画をはじめ、大部分の指定文化財は本山である相国寺が管理しており、承天閣美術館で保管されている。

### 国の特別史跡・特別名勝
- 鹿苑寺（金閣寺）庭園 - 史蹟名勝天然紀念物保存法（現在の文化財保護法）により1925年（大正14年）10月8日に史跡・名勝に指定。1956年（昭和31年）7月19日に特別史跡・特別名勝に指定。

### 京都市指定有形文化財
- 金銅鳳凰
- 紙本墨画董奉図 六曲屏風 - 狩野探幽筆。
- 隔冥記 30冊 - 鹿苑寺住持鳳林承章の日記。
- 鹿苑寺出土の修羅 2基

### 京都市指定天然記念物
- 鹿苑寺（金閣寺）のイチイガシ - 境内にあるイチイガシの巨樹は、現在の境内が再建、整備された330年ほど前に植えられたものとも思われるが、通常イチイガシは境内などには植えられないものなので自然植生と考えられ、かつて存在した極相性のカシ林の残存木とも考えられる。樹高19.5メートル、胸高幹周4.93メートルに達し、幹の基部は1メートルくらいまで根上りして板根（幹の支持のために、幹の基部から張り出している根）状になっている。京都に残るイチイガシの巨木として貴重であることから、1983年（昭和58年）6月に京都市の天然記念物に指定された。

### 焼失した文化財

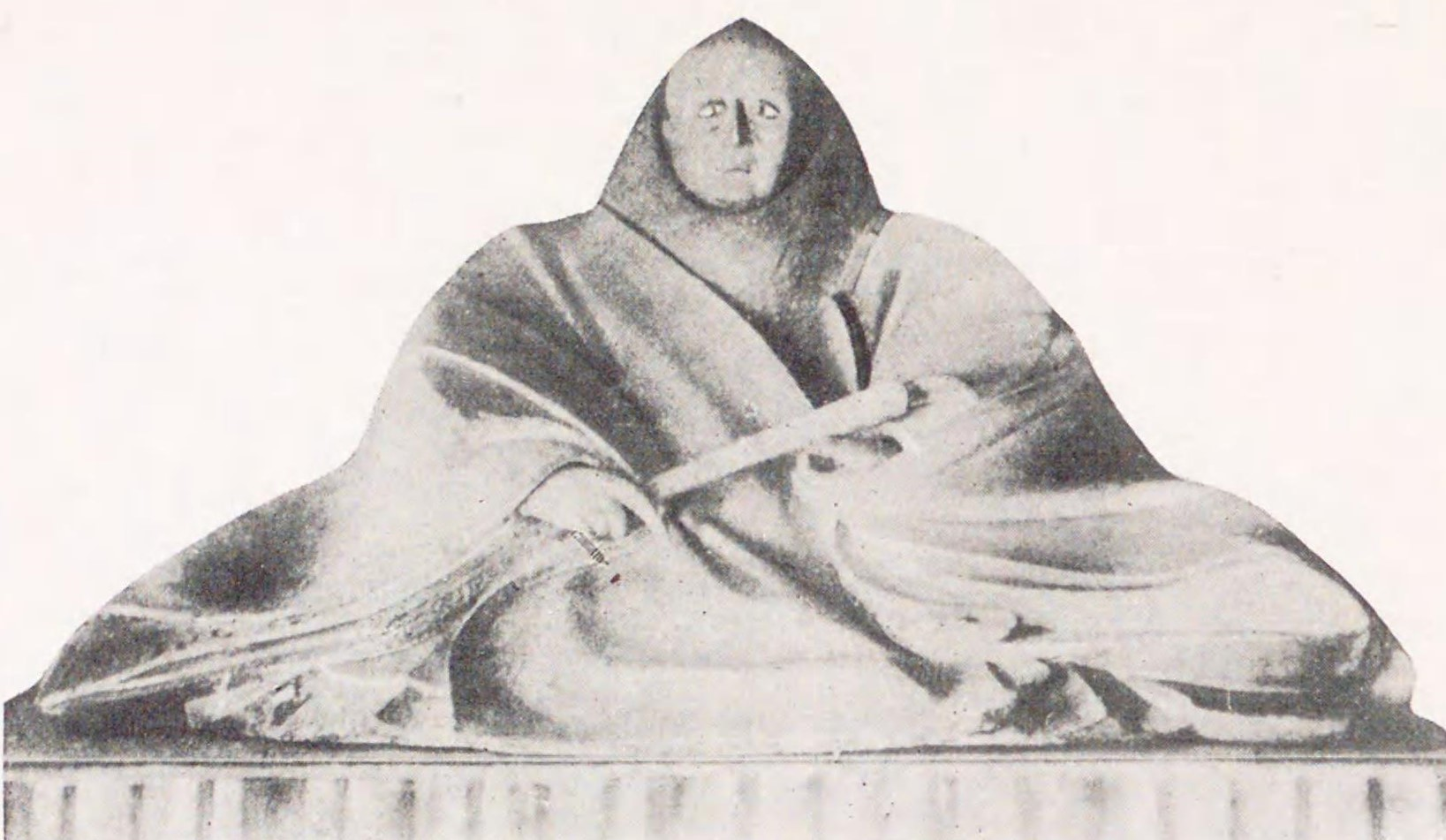
木造足利義満坐像

- 鹿苑寺金閣 - 1897年（明治30年）12月28日、古社寺保存法に基づき特別保護建造物に指定[37]。1929年（昭和4年）7月1日、国宝保存法の施行に伴い国宝（旧国宝）となる。1950年（昭和25年）7月2日焼失[注釈 2]。
- 木造足利義満坐像 - 1901年（明治34年）8月2日、古社寺保存法に基づき国宝（旧国宝）に指定。金閣と共に焼失した[38]。

## 前後の札所
神仏霊場巡拝の道
92 仁和寺　-　93 鹿苑寺　-　94 平野神社

## アクセス
- 所在地：京都市北区金閣寺町1
- 交通：京都市営バス「金閣寺道」（12・59・急行101・急行102・204・205・M1号系統）バス停下車徒歩2分ほど。